# Lago Yusala
Lago Yusala är en sjö i Bolivia.   Den ligger i departementet Beni, i den nordvästra delen av landet, 600 km norr om huvudstaden Sucre. Lago Yusala ligger 174 meter över havet. Arean är 13,7 kvadratkilometer. Den sträcker sig 4,5 kilometer i nord-sydlig riktning, och 4,8 kilometer i öst-västlig riktning.
I omgivningarna runt Lago Yusala växer i huvudsak städsegrön lövskog. Runt Lago Yusala är det mycket glesbefolkat, med 2 invånare per kvadratkilometer.